# 黒田長舒
黒田 長舒（くろだ ながのぶ）は、筑前秋月藩の第8代藩主。日向高鍋藩主・秋月種茂の次男。母は越前松平明矩の娘。

## 生涯
父・種茂の母が秋月藩主・黒田長貞と正室・瑞耀院（上杉綱憲の娘）の娘・春姫であった。この縁から天明4年（1784年）に第7代藩主・長堅が嗣子無くして早世し、秋月藩が断絶の危機を迎えたとき、その血筋をもって天明5年（1785年）3月17日、跡を継ぐこととなった。
こうして、秋月種実が天正15年（1587年）に秋月を離れて以来、約200年ぶりに秋月氏一族出身者が秋月に復活することとなった。同年4月1日、将軍徳川家治に御目見した。天明6年12月18日、従五位下・甲斐守に叙任する。
宗家の福岡藩主・黒田斉隆・斉清親子はともに幼くして藩主を継いだため、長舒はその補佐役となり、長崎警備なども務めている。文化4年（1807年）10月16日、43歳で死去し、跡を次男の長韶が継いだが、その死は文化5年（1808年）2月4日まで隠されていたと言われている。
亀井南冥より教えを受ける。

## 系譜
父母
- 秋月種茂（実父）
- 盈子 - 松平明矩の娘（実母）
- 黒田長堅（養父）

正室、継室
- 美須子、大円院 - 松平忠啓の娘（正室）
- 采子、慈明院 - 山内豊雍の娘（継室）

側室
- 森寺氏

子女
- 黒田長媛（長男）
- 黒田長韶（次男） 生母は大円院
- 唐橋在経室